# Jim Metzler
Pour les articles homonymes, voir Metzler.
Jim Metzler est un acteur américain né le 23 juin 1951 à Oneonta, New York (États-Unis).

## Filmographie
- 1980 : Squeeze Play : Second base
- 1981 : Georgia (Four Friends) : Tom
- 1982 : Tex : Mason McCormick
- 1983 : Princesse Daisy (TV) : John
- 1983 : Cutter to Houston (en) (série TV) : Dr Andy Fenton (1983)
- 1985 : The Best Times (série TV) : Dan Bragen
- 1985 : Do You Remember Love (TV) : Tom Hollis
- 1985 : Nord et Sud ("North and South") (feuilleton TV) : James Huntoon
- 1986 : Nord et Sud (feuilleton TV) : James Huntoon
- 1986 : On Wings of Eagles (feuilleton TV) : Bill Gaylord
- 1986 : Le Fleuve de la mort (River's Edge) : Mr. Burkewaite
- 1986 : La Hotte magique (The Christmas Star) (TV) : Stuart Jameson
- 1987 : The Alamo: Thirteen Days to Glory (en) (TV) : Maj. James Bonham
- 1987 : La Petite fille aux allumettes (The Little Match Girl) (TV) : Joseph Dutton
- 1988 : Hot to Trot de Michael Dinner : Boyd Osborne
- 1989 : 976-EVIL de Robert Englund : Marty
- 1989 : Perry Mason: The Case of the Musical Murder (TV) : Johnny Whitcomb
- 1989 : Murder by Night (TV) : Kevin Carlisle
- 1989 : Old Gringo : Ron
- 1990 : Circuitry Man : Danner
- 1990 : Descente vers l'enfer (Crash: The Mystery of Flight 1501) (TV) : Spense Zolman
- 1991 : Delusion : George O'Brien
- 1991 : Love Kills (TV) : Drew Bishop
- 1992 : Gypsy Eyes : Harry Noble
- 1992 : Waxwork 2 : Roger
- 1992 : Un faux mouvement (One False Move) : Lt. Dudley 'Dud' Cole
- 1992 : A Weekend with Barbara und Ingrid : Danny Shaffer
- 1994 : French Silk (TV) : Alister Petrie
- 1994 : Plughead Rewired: Circuitry Man II : Danner
- 1995 : Les Démons du maïs 3 (Children of the Corn III) : William Porter
- 1995 : Silent Steel : le commandant
- 1996 : Cadillac Ranch : Travis Crowley
- 1996 : Don't Look Back (TV) : Milton
- 1996 : Apollo 11 (TV) : Mike Collins
- 1997 : St. Patrick's Day : Adam
- 1997 : Little Girls in Pretty Boxes (TV) : David Cline
- 1997 : L.A. Confidential de Curtis Hanson : City Councilman
- 1997 : A Gun, a Car, a Blonde : Richard / Rick Stone
- 1998 : Orage sur la tour de contrôle (A Wing and a Prayer) (TV) : Will
- 1999 : La Ville fantôme (Phantom Town) (vidéo) : Dad
- 1999 : Les Rênes du pouvoir (The Big Brass Ring) : Packy Barragan
- 1999 : Bad City Blues : Luther Logan
- 1999 : Hugh Hefner et l'empire playboy (Hefner: Unauthorized) (TV) : Prosecutor
- 1999 : Témoin à charge (Witness Protection) (TV) : Jim Cutler
- 2000 : Warm Texas Rain (vidéo) : Alex
- 2000 : Elian, une affaire d'état (A Family in Crisis: The Elian Gonzales Story) (TV)
- 2001 : What Matters Most de Jane Cusumano : Reverend Worth
- 2001 : The Doe Boy : Dr Moore
- 2001 : Megiddo: The Omega Code 2 : Breckenridge
- 2002 : Under the Influence : Geary
- 2003 : The United States of Leland : Cemetery Reporter
- 2010 : L'Impossible Pardon (Amish Grace) (TV) : Shérif du comté